# おおあらい丸
おおあらい丸は、日本沿海フェリーが運航していたフェリー。

## 概要
大洗港 - 苫小牧港航路に1987年6月23日の大洗発便より就航。年間を通じての旅客数が少ないことから旅客定員を「さっぽろ丸」の808名から658名に削減する一方トラックの積載数を8tトラック142台から172台に拡大、左舷に寄せられた煙突が特徴的な外観となっている。本船より白地に胴体中段と船楼下部に濃紺の線と胴体の中央から船尾にかけ水色の線が入りファンネルを社旗に準じたオレンジ地に左上に白色のNと中段に白色で縁取られた青い波線の入ったカラーリングを導入した。
当船の就航に伴い「さっぽろ丸」は東京港 - 苫小牧港航路に転配された。1991年にはブルーハイウェイラインへの社名変更に伴う「さんふらわあ」ブランドへの統一により「さんふらわあ おおあらい」に船名を変更。主に午前出港の「朝便」に使用。
1998年には「さんふらわあ つくば」就航に伴い大阪港 - 志布志港航路に転配され、1999年4月まで同航路で運航。
2001年に苫小牧 - 大洗航路の商船三井フェリー移管に伴い同社に継承、2002年6月の苫小牧 - 大洗航路の東日本フェリーとの共同運航開始による「ばるな」「へすていあ」転配に伴い準同型船「さんふらわあ えりも」（旧・えりも丸）とともに引退。
その後は長崎市のハヤシマリンカンパニーに売却され「Ferry Cosmo 3」に改名され長崎湾に係船。2004年にはシャトル・ハイウェイライン「しゃとる おおいた」として横須賀港 - 大分港航路に就航したが2007年に運航停止。2007年から2009年にはギリシャ・Avra Shipping「Shuttle」、2010年から2013年にはマルタ・NEL Lines「COLOSSUS」として運航され、2013年にインド・ムンバイにて解体された。

## 船内
Aデッキ
- 1等客室（5室）
- レストラン
- ラウンジ

Bデッキ
- 特等室（6室）
- 1等室（12室）
- 2等寝台（22室）
- 2等客室（5室）
- ドライバーズルーム（10室）
- エントランスホール
- 案内所
- サンルーム
- 浴室
- シャワー室